# Hrvatsko-mletački ratovi
Hrvatsko-mletački ratovi, višestoljetni niz periodičnih oružanih sukoba, koji su se na sjeveroistočnoj obali Jadranskog mora s duljim ili kraćim prekidima i s različitim intenzitetom vodili između Primorske Hrvatske (do 10. stoljeća), Hrvatskog Kraljevstva (do 12. stoljeća samostalnog, a nakon toga u personalnoj uniji s Ugarskom) i Mletačke Republike. U te su sukobe na protumletačkoj strani bili uključeni i pripadnici hrvatskog naroda izvan teritorija kojeg je obuhvaćalo Hrvatsko Kraljevstvo, i to na području samostalnih Neretvanske Kneževine i Humske Zemlje na jugu, te na sjeveru, u Istri, koja je tada bila u sklopu njemačko-austrijskih državnih tvorevina (Pazinska knežija, odnosno šire, Istarska marka).
I hrvatska i mletačka povijest općenito su zapravo velikim dijelom obilježene ratovanjima. Međusobni hrvatsko-mletački sukobi javljaju se već od uspostave država tih dvaju naroda (7. i 8. stoljeće), pojačavaju u 9., znatno smanjuju u 10., pa opet počinju jače u 11. stoljeću, i s različitom silinom (uz povremena zatišja ili primirja) traju sve do 1358. godine kada dolazi do sklapanja Zadarskog mira. Tada započinje nešto mirnije razdoblje, ali već početkom 15. stoljeća, uz drukčije odnose snaga i u drukčijim uvjetima, vojni se sukobi Hrvata i Mlečana nastavljaju sve do ukinuća Mletačke Republike. 
Uzroci hrvatsko-mletačkih ratova leže u težnji obiju strana da ovladaju dalmatinskim gradovima u kojima je bilo pretežno romansko žiteljstvo i koji su, kao bizantska Tema Dalmacija, bili dio Bizantskog Carstva. Mlečani su uz to imali niz drugih motiva, od uspostave slobodne plovidbe Jadranskim morem (bez plaćanja danka hrvatskim vladarima), do korištenja mnogih resursa koji su im bili potrebni, a nalazili su se na hrvatskoj obali, kao što su sirovine (npr. šume bogate drvom), radna snaga i tržište za prodaju njihovih proizvoda. 
Nakon prvih pokušaja Mletačke Republike da preuzme kontrolu nad sjeveroistočnom stranom Jadrana, prekretnica je bio poraz njezinih pomorskih snaga u bitki kod Makarske 18. rujna 887. godine u kojoj je poginuo dužd Petar I. Kandijan. Sukobi su odonda smanjeni ili su prestali, jer je Republika svetog Marka od tada (ili pak nešto kasnije) počela plaćati godišnji danak za slobodan prolaz Jadranskim morem, i to je trajalo skoro do samog kraja 10. stoljeća. Slijedila su burnija razdoblja u kojima su Mlečani na kraća ili dulja razdoblja ovladali većim ili manjim brojem hrvatskih priobalnih gradova, te obalom i otocima. Najprije je dužd Petar II. Orseolo oko 1000. g., prestavši plaćati danak, svojom ratnom mornaricom zauzeo mnoge dalmatinske gradove (među kojima Rab, Zadar, Biograd, Trogir, Split, Vis, Korčulu, Lastovo i Dubrovnik) od kojih se zatim većina uskoro oslobodila mletačke vlasti. U prvoj polovici i sredinom 11. stoljeća oslobađali su ih hrvatski kraljevi Stjepan I. i njegov sin Petar Krešimir IV., pa je Dalmacija u vrijeme potonjeg bila pod hrvatskom krunom.
U 12. stoljeću Mlečani su ponovno zavladali dijelom hrvatske obale, ali su je hrvatsko-ugarski kraljevi (npr. Koloman, Bela I. (II.)) uspijevali povremeno vratiti pod svoju vlast. Nestabilno stanje, ratne operacije i prelaženje hrvatskog obalnog teritorija iz ruke u ruku nastavilo se kroz 12., 13. i 14. stoljeće. Pritom je protiv Mlečana posebno mnogo ratovao grad Zadar, pa su se najintenzivniji zadarsko-mletački ratovi vodili u razdobljima 1115-1118., 1159-1180., 1181-1202., 1242-1247., 1311-1313. i 1345-1346. godine. Kada je kralj postao Ljudevit (Ludovik) Anžuvinski, odlučio je Mlečane u potpunosti izbaciti iz svog kraljevstva. Nakon prvih neuspješnjih ratnih pohoda, skupio je dovoljno vojne moći da ih u ratu 1356-1358. g. pobijedi i Zadarskim mirom pripoji hrvatsku stranu Jadrana Hrvatsko-Ugarskom Kraljevstvu 1358. g., te osigura 50-godišnje mirnije razdoblje s Mlečanima.
Kupnjom Dalmacije od kralja Ladislava Napuljskog 1409. godine Mletačka je Republika, od 1420. g. pa nadalje, ponovno uspostavila kontrolu nad najvećim dijelom hrvatske obale Jadranskog mora, ali ni tada ratovanja Hrvata i Mlečana ne prestaju, nego postaju sve više dio širih vojno-političkih previranja i sukoba, ulaskom novih velikih sila na područje šire južnoeuropske regije: Habsburške Monarhije i Turskog Carstva. Počinje razdoblje Mletačko-osmanskih i Habsburško-mletačkih ratova (u potonje su uključeni npr. Rat Svete lige i Uskočki rat). U tim su ratovima sudjelovali, ponekad i na suprotnim stranama, dijelovi hrvatske feudalne vojske, odnosno pojedine hrvatske postrojbe.
Padom Mletačke Republike 1797. godine hrvatske vojne snage sudjeluju u sklopu vojske Habsburške Monarhije u ratovima protiv država sljednica propale republike – Napoleonove revolucionarne Francuske i Talijanskog Kraljevstva.

## Uzroci
Već na samom početku postojanja država koje su formirali Hrvati, odnosno Mlečani, nalazimo na stanje koje je prouzročilo njihove međusobne ratove. Stvaranje i razvoj primorske hrvatske države (najprije kneževine, a onda i kraljevine) i početci Mletačke Republike odvijali su se otprilike u isto vrijeme. Isto se zbilo i sa susjednim samostalnim državama naseljenim Hrvatima. Tako se dolazak Hrvata sa sjevera i postupno stvaranje, najprije vazalne, a zatim i nezavisne države na jadranskoj obali i u njenom zaleđu zbio u 7. stoljeću, a godina kada se spominje prvi mletački dužd je 697.
U to je vrijeme, nakon raspada Zapadnorimskog Carstva, na sjeveroistočnoj obali Jadranskog mora bilo mnogo gradova Pula, Krk, Osor, Rab, Zadar, Biograd, Trogir, Split, Vis, Korčula, Lastovo, Dubrovnik, Kotor itd. u kojima je živjelo pretežno romansko pučanstvo, koje je priznavalo vrhovnu vlast Bizantskog Carstva. Hrvati su, izbivši seobom na morsku obalu, htjeli sebi podvrgnuti i te gradove, ali je taj proces bio vrlo dug i polagan. Razmjerno sporo je tekao proces naseljavanja hrvatskog žiteljstva u gradove, pa tako i njegovo miješanje sa starosjediocima. Pojedinim hrvatskim vladarima uspjelo je ponekad spletom okolnosti dobiti odobrenje bizantskog cara za preuzimanje vlasti u tim gradovima, koji su bili u sastavu bizantske Teme Dalmacije. 
Uz to, Hrvati dolaskom na Jadran nisu htjeli dopustiti da galije drugih država slobodno plove uz njihovu obalu, a oni da od toga nemaju nikakve koristi, pa su stoga poduzimali gusarske napade na njih, otimajući im robu koju su prevozile.
Na suprotnoj strani mora mletačka je država dugo priznavala vrhovnu vlast bizantskog cara, ali je vodila prilično samostalnu politiku. Glavnu riječ pritom je imala pomorsko-trgovačka građanska oligarhija, koja je svoju perspektivu vidjela u stjecanju bogatstva trgovinom po Sredozemlju. Zato je u prvom redu trebala nesmetan prolaz Jadranom za svoje galije, čemu su na putu stajala hrvatska plemena, čiji su brodovi napadali mletačke.
Mlečani su, međutim, imali i druge motive. Hrvatska obala imala je mnoge resurse i potencijale potrebne Veneciji, od sirovina (npr. šume bogate drvom za mletačku brodogradnju), preko radne snage (npr. pomorci i zanatlije), do tržišta na kojem bi prodavali svoje proizvode (žitarice, ribu, sol, vino, začine, drvo i dr.).

## Povijesni slijed po razdobljima

### Do 887. godine
Sukobi Hrvata i Mlečana javljaju se vrlo rano, već nakon uspostave njihovih država, što seže u 7. i 8. stoljeće. U 9. stoljeću zabilježeno je da je mletački dužd Ivan I. Particijak, nakon što se sukobio s Neretvanima, godine 830. sklopio mir s njima, koji je trajao nekoliko godina. Zatim je slijedilo par ratnih godina, da bi novi sporazum o nenapadanju bio sklopljen 839. g. između mletačkog dužda Petra Tradenika, hrvatskog kneza Mislava i neretvanskog kneza Družaka. Ubrzo je, međutim, opet došlo do sukoba, u kojima su Mlečanima plijenjeni brodovi, i to je na taj način trajalo dulje vrijeme. 
Značajni sukob Hrvata i Mlečana bio je na pomolu u doba početka vladavine kneza Domagoja (vladao Hrvatskom 864-876.). Budući da je Domagoj svrgnuo Trpimiroviće s vlasti, što nije bilo po volji Bizanta, Mlečani su, kao bizantski vazali, u vrijeme dužda Ursa Particijaka 865. godine svojom ratnom mornaricom napali Hrvatsku. Nije, međutim došlo do izravne pomorske bitke, jer ju je Domagoj izbjegao, a na kraju je stvar riješena sporazumno, i to tako da su Hrvati prihvatili da, kao i u vrijeme kneza Mislava, ne napadaju mletačke trgovačke brodove koji plove sjeveroistočnom obalom Jadrana.
To, međutim, nije dugo trajalo, jer su Neretvani uskoro opet počeli presretati mletačke galije. Istodobno se situacija u Sredozemlju dodatno usložnila osvajanjima Arapa, koji su svojim brodovljem ulazili i u Jadransko more. Spletom okolnosti to je 872. g. prouzročilo prestanak dogovorenog primirja između Mlečana i Hrvata (uključujući Neretvane), odnosno opet dovelo do njihovog pomorsko-trgovačkog rata, koji se najviše manifestirao gusarskim napadima. Intervenirao je 874. godine čak i papa Ivan VIII., tražeći od Domagoja da utječe na gusare kako bi njihovi napadi prestali. Oni jesu najprije smanjeni, ali 875. g. ponovno intenzivirani, pa je mletački kroničar Ivan Đakon nazvao Domagoja najgorim knezom Slavena (Hrvata).
Sukobi su se nastavili i poslije Domagojeve smrti, ali uglavnom između Mlečana i Neretvana, ali i Domagojevih sinova, koji su pustošili istarskim gradovima. Slično je bilo i kad je 879. g. na hrvatsko prijestolje stupio knez Branimir.
Presudna bitka u ovom razdoblju odigrala se kod Makarske 18. rujna 887. godine kada su Neretvani pobijedili Mlečane na čelu kojih je bio sam dužd Petar I. Kandijan, koji je to prigodom i poginuo. Neretvani su čak sakrili njegovo mrtvo tijelo, pa su ga Mlečani praktički ukrali da bi ga pokopali na svoj način. Postoje tumačenja da je Mletačka Republika već od tada plaćala Hrvatskoj i Neretvanskoj Kneževini danak za slobodnu plovidbu morem, dok druga govore da je to bilo tek kasnije, u 10. stoljeću (vjerojatno nakon 948. godine).

### Od 887. do 1000. g.
Poslije presudnog mletačkog poraza kod Makarske, nastupilo je razmjerno mirno razdoblje koje je potrajalo skoro do 1000. godine, i u kojem su veće ratne operacije izostale, premda da je manjih pomorskih sukoba bilo, osobito između Mlečana i Neretvana. Zabilježeno je da se 948. godine mletački dužd Petar III. Kandijan, unuk dužda poginulog u bitki kod Makarske, sukobio s Neretvanima negdje na njihovu teritoriju (između Omiša i ušća Neretve), i da je izvukao kraći kraj, te se morao povući.
Nakon tog sukoba Mlečani redovno plaćaju danak Neretvanima za prolaz kroz njihov teritorij skoro sve do samog kraja stoljeća (996. ili 997. godine), kada je dužd Petar II. Orseolo odlučio prestati plaćati i poduzeo vojni pohod na hrvatsko jadransko priobalje.

### Od 1000. do 1085. g.
Na duždevsko prijestolje Petar II. Orseolo stupio je godine 991. i vladao do 1008. Bio je čvrste ruke i odlučio je da, nakon što je umro hrvatski kralj Stjepan Držislav (oko 997.), zauzme hrvatske krajeve uz more. Skupio je veliku ratnu flotu, te ju poveo prema jugu. Otoke Vis, Hvar i Korčulu zauzeo je uz negdje veći, a negdje manji otpor, dok se neka druga područja nisu opirala.
U to se vrijeme događala i dinastička kriza za hrvatsko prijestolje, jer su dva mlađa sina kralja Držislava, Krešimir i Gojslav, osporili najstarijemu Svetoslavu pravo na krunu. Dužd Orseolo iskoristio je povoljnu priliku i sve više zaposjedao hrvatsku obalu, uključujući gradove i otoke. Prema dostupnim podacima, najveći otpor pružali su Lastovčani, pa je bitka za njihov otok, koja se odvijala 1000. godine, bila najkrvavija. Na kraju je Orseolo zauzeo velik dio gradova na otocima i obali, od Raba do Dubrovnika.
Vlast Mlečana na Jadranu nastavila se i za Petrova sina Otona Orseola, koji je 1018. g. poduzeo vojni pohod svoje mornarice i u najsjeverniji dio Jadrana. Zbog sve većeg otpora vladavini mlađeg Orseola u samoj Veneciji, nisu se nastavili njegovi ratni pohodi, nego je, dapače, 1026. g. zbačen s vlasti. Jednu godinu kasnije uspio je hrvatski kralj Stjepan I., koristeći mletačke probleme te smrt bizantskog cara Bazilija II., osloboditi grad Zadar mletačke vlasti. Taj je grad ponovno tek nešto kasnije ponovno potpao pod Mletačku Republiku, kada ga je zauzeo dužd Dominik I. Kontaren, ali opet ne zadugo.
Stjepanov sin Petar Krešimir IV. (vladao 1058-1074.) nosio je naslov “kralja Hrvatske i Dalmacije”, što uključuje da je vladao hrvatskom obalom Jadrana. On je imao vrlo dobre odnose s gradom Zadrom, pa čak i rodbinske veze s tamošnjom vodećom patricijskom obitelji Madi. U njegovo vrijeme došlo je do sukoba s Normanima (pri čemu je hrvatski kralj najvjerojatnije poginuo), ali nema podataka o većim bitkama s Mlečanima, kao ni u vrijeme vladavine njegova nasljednika Dmitra Zvonimira, najvjerojatnije stoga što su se protiv Normana borili na istoj strani i Hrvati i Mlečani.

### Od 1085. do 1202. g.
Bizantsko je Carstvo 1085. godine Mletačkoj Republici prepustilo nominalno vrhovništvo nad Istrom i Dalmacijom, što je postupno prouzročilo nove napetosti i sukobe na hrvatskoj obali. Vremenski se to skoro poklopilo s izumiranjem dugogodišnje hrvatske kraljevske dinastije Trpimirovića (smrću kralja Stjepana II. 1091. godine), te porazom hrvatske vojske predvođene kraljem Petrom Svačićem (Snačićem) u bitki na Gvozdu 1097. g., što je imalo za posljedicu dolazak ugarskih kraljeva na Jadran.
Koloman Arpadović je 1105. g. svojim vojnim pohodom protiv Mlečana, uz suglasnost Bizanta, vratio u okvir Hrvatsko-Ugarskog Kraljevstva onaj dio obale i otoka koji su do tada bili pod mletačkom vlašću.
Deset godina kasnije, 1115. g. dužd Ordelaf Falier (ili Faledro) poduzeo je novu široku pomorsku operaciju svoje ratne mornarice u hrvatskim vodama. Bez borbe je zauzeo otok Rab, a zatim je došlo do bitke za Zadar u kojoj je duždeva vojska osvojila veći dio grada, osim zadarske tvrđave. Potom su Mlečani krenuli prema Biogradu te osvojili i njega, da bi se poslije toga vratili u Veneciju. Ponovno su došli 1117. g. pod zidine zadarske tvrđave, u kojoj je bila hrvatsko-ugarska vojska na čelu s banom Kledinom. Zametnuta je bitka u kojoj je poginuo i sam dužd Faledro. Nešto kasnije sklopljeno je primirje, prema kojem je Zadar pripao Mlečanima, ostavši u njihovoj vlasti do 1180. g. Hrvatskoj pak su pripali gradovi Biograd, Šibenik, Trogir i Split.
Takvo stanje nije trajalo dugo, jer 1125. godine dužd Dominik Michiel sa svojom flotom osvojio Split i Trogir, a Biograd razorio. Promjena je stigla 1133. g. kada je hrvatsko-ugarska vojska kralja Bele I. (II.) /Bela I. kao hrvatski, a Bela II. kao ugarski kralj/ vraća Split i Trogir pod svoju vlast. Mlečanima su ostali gradovi Zadar, Osor, Krk i Rab, koje su zauzeli ranije (1117. i 1118. g.). Zadrani su zatim ratovali protiv Mlečana u razdoblju između godine 1159. i 1180. godine.  
U sukobe oko Dalmacije upleo se u to vrijeme i Bizant osvojivši 1167. g. teritorij između Krke i Neretve. To je trajalo do 1180. g., kada kralj Bela II. (III.) uspostavlja svoju vlast na tom području. Uz njegovu pomoć, Zadrani se oslobađaju mletačkog jarma i ostaju bez njega sve do 1202. g., bez obzira na to što je Mletačka Republika tada započela novi rat protiv Zadra, koji je trajao dvadesetak godina (1181-1202.) i u kojem je više puta pokušala osvojiti grad (1181., 1187., 1188., 1190. i 1194. g.), ali nije uspjela. Tek uz pomoć križarske vojske, Mlečani nakon opsade 1202. g. preuzimaju vlast u Zadru u svoje ruke. 

### Od 1202. do 1358. g.
Nedugo poslije zauzeća Zadra, mletački su se vlastodršci okomili na Dubrovnik, u kojem je dužnost kneza 1205. godine obavljao plemić Damjan Juda, koji im se odlučno usprotivio. Oni su ga na prijevaru uhvatili i prisilili na samoubojstvo, a zatim postavili svoga čovjeka za kneza. Tako je dubrovačka komuna bez velikog oružanog otpora potpala pod vlast Republike svetog Marka, od koje se oslobodila tek 1358. g.
Vlast te republike protezala se tijekom 13. stoljeća nad pretežnim dijelom sjeveroistočne obale Jadrana, od zapadne Istre do Dubrovnika, pa i dalje prema Albaniji. U zapadnoj Istri Mlečani su se već ranije nametnuli kao „zaštitnici“ pojedinih gradskih komuna (npr. Pula i Kopar) i u tom smislu adekvatno vojno intervenirali, što je često značilo pljačku i razaranje. Upravo u 13. stoljeću ratovali su s istarskim markgrofovima (koji su bili njemačkog podrijetla) i stekli pravo, slijedom mirovnih ugovora s njima (jednim sklopljenim 1291. g., a drugim 1307. g.), na osvojene gradove, uz plaćanje godišnje odštete bivšim gospodarima. Šireći se zapadnom Istrom, Mlečani su uspjeli 1331. g. podjarmiti i Pulu, protjeravši njenu najmoćniju patricijsku obitelj Castropola. Središnja i istočna Istra ostale su do daljnjega pod njemačko-austrijskom vlašću. I dok je središnja Istra bila nekoć dijelom Franačke države (od 788. g.), istočni dio poluotoka, sjeveroistočno od rijeke Raše, pripadao je Hrvatskom Kraljevstvu do potkraj 11. stoljeća. 
U doba širenja Mletačke Republike (13. i 14. stoljeće), nikako joj nije uspijevalo trajno držati pod apsolutnom kontrolom neke gradove Hrvatskog primorja i Dalmacije. To se prije svega odnosi na Krk i Zadar. Povremeno se, naime, događalo da su ti gradovi (kod Krka i cijeli otok) imali određeni vid autonomije i donosili odluke koje nisu bile po volji njihovog principala – Venecije. To je često dovelo do otvorenog rata između odmetnutog grada i mletačke vojske. 
Krkom su od 12. stoljeća kao mletački vazali upravljali Frankopani, koji su taktičkim nadmudrivanjem s Mlečanima ostvarili relativnu autonomiju cijelog otoka Krka, a istodobno se dodvoravali hrvatsko-ugarskim kraljevima, vršeći im usluge (vojni angažman, posudba novca i sl.) za koje su dobivali posjede na kopnu, u unutrašnjosti Hrvatske. Takvo se stanje održalo čak do 1480. g., kada su Mlečani iskoristili nemilost u kojoj se kod kralja Matijaša Korvina našao krčki knez Ivan VII. Frankopan te ga vještim manevrom uspjeli primorati da im preda otok. Opkolivši otok svojim ratnim galijama, Mlečani su spriječili hrvatsko-ugarsku vojsku da vrati otok pod kraljevu vlast. Oni su uspostavili izravnu vlast Republike nad otokom, Frankopana odveli u Veneciju, a lokalno stanovništvo pridobiti obećanjima i povlasticama, kako se ne bi pobunilo.
Zadarska komuna nije bila naklonjena Mlečanima i često se i ranije bunila protiv njihove vlasti, nalazeći podršku u tome kod hrvatsko-ugarskih kraljeva, pa je Mletačka Republika ponekad morala vojno intervenirati. Jedna od većih pobuna Zadrana u 13. stoljeću zbila se u vrijeme mongolske najezde 1242. g., kada se kralj Bela III. (IV.) sklonio u Dalmaciju, i tu su pobunu Mlečani vojno ugušili, ali tek 1247. g. Slično se nastavilo i u 14. stoljeću.
Godine 1342. došao je na hrvatsko-ugarsko prijestolje mladi kralj Ljudevit (Ludovik) Anžuvinac, koji je odlučio protjerati Mlečane iz svog kraljevstva. U tome su građani Zadra ponovno vidjeli svoju šansu za osamostaljenje i 1344. g. proglasili autonomiju, što je ponovno dovelo do zadarsko-mletačkog rata. Zadrani su pozvali kralja da s vojskom dođe u njihov grad, ali on, premda je iste godine krenuo iz Ugarske prema jugu, nije dospio dalje od hrvatskog kraljevskog grada Bihaća, nego se nakon boravka u njemu vratio u Ugarsku. Slično se dogodilo s kraljevskom vojskom sredinom 1345. g. Uvidjevši ogromnu opasnost, mletački je dužd poslao prema jugu veliku flotu, koja je s kopnenim snagama brojila 20.000-25.000 ljudi, i koja je opsjela Zadar 12. kolovoza 1345. g. Zadrani su dugo odolijevali snažnim mletačkim napadima, a onda je u proljeće 1346. g. napokon nadomak Zadra stigao kralj Ljudevit na čelu svoje vojske, koja je imala, ovisno o izvorima podataka, između 20.000 i 100.000 ljudi. Napao je veliko mletačko uporište iz kojeg su potonji s kopnene strane opsjedali Zadar, ali nije ga ni nakon dužeg vremena, zbog nepovoljnog položaja, uspio osvojiti. Početkom srpnja 1346. g. odustao je i povukao svoje snage prema sjeveru, ostavivši Zadrane da se brane sami. Opsada Zadra završila je 21. prosinca iste godine pobjedonosnim ulaskom mletačkih trupa u grad na poluotoku.
Ambiciozni hrvatsko-ugarski kralj, međutim, nije definitivno odustao od svojih nakana, nego je započeo novi veliki rat s Mlečanima 1356. godine, koji je završio uspješno za njega, jer je na temelju Zadarskog mira, sklopljenog 18. veljače 1358. g., vratio praktički cijelu hrvatsku obalu pod svoje okrilje, a vlastodršcima grada na laguni blizu ušća rijeke Po ostali su samo zapadni dijelovi Istre. To je bilo posljednji put da je hrvatski teritorij u okviru Hrvatsko-Ugarskog Kraljevstva sljedećih pedesetak godina bio cjelovit kao u doba osnivanja države prije više stoljeća.

### Poslije 1358. g.
Mirnodopsko razdoblje u Dalmaciji i Hrvatskom primorju potrajalo je, što se tiče opasnosti od Mlečana, sve do početka 15. stoljeća. U Istri pak je Serenissima Repubblica u vremenu 1378-1381. g. vodila rat protiv udruženih Genove, istarskih markgrofova i hrvatsko-ugarskog kralja, u kojem je pobijedila, a najveći jadranski poluotok pritom je teško stradao.  Mlečani su nakon toga pokušali iskoristiti borbe za hrvatsko-ugarsko prijestolje između Žigmunda Luksemburškog i Ladislava Napuljskog, što im je i uspjelo 1409. godine. Potonji im je tada, nalazeći se u izgubljenom položaju, za 100.000 dukata prodao svoja prava na Dalmaciju. Mletačka je Republika tako na miran način dobila ono što je izgubila u ratu 1356-1358. g. Tijekom sljedećih desetak godina ona je operativno realizirala to pravo i oko 1420. g. preuzela vlast nad teritorijem kojeg je imala prije Zadarskog mira, osim Dubrovačke komune (kasnije republike), koja je u međuvremenu dovoljno ojačala da održi svoju autonomiju, a prizna samo vrhovnu vlast hrvatsko-ugarskoga kralja.
Hrvatskoj je na jadranskoj obali poslije 1420. godine preostao još samo teritorij Hrvatskog primorja, od rijeke Rječine preko Senja do podvelebitskog područja, uključujući frankopanski otok Krk, te dijelovi Dalmacije koji nisu bili pod Mletcima (npr. Benkovac, Klis, Omiš). Kasnije su neki od tih gradova ili područja pripali Mlečanima, a neke su osvojili Turci. Godine 1480. i Krk je potpao pod Mletke, ali je Senj i dalje ostao neosvojiv, posebno kad su se u 16. stoljeću u njega doselili uskoci, te ga branili, ali ujedno i napadali Mlečane, koji su željeli i dalje osvajati. 
Protiv Mlečana je sredinom 15. stoljeća ratovao hrvatski ban Petar Talovac (banovao 1438-1453), član moćne velikaške obitelji, i to u vrijeme dok je Hrvatskoj prijetila sve veća opasnost, kako od Mletačke Republike, tako i od  Turskog Carstva, koji su malo po malo otkidali dijelove hrvatskog teritorija i pripajali ih k sebi. Na području koje je Mletačka Republika imala pod svojom ingerencijom, Hrvati su povremeno dizali bune i ustanke protiv vlasti, koji su u pojedinim slučajevima pretvoreni u prave ratove. Primjer toga je Buna hvarskih pučana pod vodstvom Matije Ivanića koja je trajala od 1510. do 1514. godine.
Ono što je slijedilo u hrvatskom priobalju od 15. stoljeća nadalje bio je dolazak i sve veći utjecaj dviju tada rastućih velesila, moćne Habsburške Monarhije i nezadrživog, već spomenutog, Turskog Carstva, tako da su Hrvatsko-mletački ratovi poprimili sasvim drugu dimenziju: prerasli su u Habsburško-mletačke i Mletačko-osmanske ratove. 
Habsburgovci su spretnim političkim igrama i nasljedstvom već godine 1374. postali gospodari Pazinske, odnosno Istarske knežije, i preuzeli teret kontinuiranih ratova s Mlečanima, koji su pak štitili svoje interese u Istri. Habsburško-mletački ratovi vodili su se na mnogo širem području, nego je to Istra, i obuhvaćali veliki prostor dijela sjeverne Italije, te priobalnu Hrvatsku. Neki od tih ratova, kao npr. Rat Svete lige (1508-1516.) ili Uskočki rat (1615-1618.) nisu završili povoljno za Habsburšku Monarhiju.
Godine 1527. Habsburgovci su postali i hrvatsko-ugarski kraljevi pa su hrvatske vojne postrojbe, osim u bitkama protiv Mlečana, sudjelovale i u drugim habsburškim ratnim operacijama izvan Hrvatske, u Srednjoj i Zapadnoj Europi. 
Na drugoj strani, na istočne hrvatske granice u 15. stoljeću došli su osvajački raspoloženi Turci. Oni su ubrzo prodrli do Jadranskog mora i sukobili se s mletačkim trupama u Dalmaciji. Osmansko-mletački ratovi (npr. Kandijski rat i Morejski rat) vodili su se sljedećih stoljeća, osim na hrvatskom teritoriju, i duž cijele obale Jadranskog, Jonskog i Sredozemnog mora. Kao mletački podanici u Dalmaciji, Hrvati su sada ratovali protiv zajedničkog neprijatelja, osvajača muslimanske vjere i istočnjačkog svjetonazora, silom prilika se našavši u situaciji izbora manjeg zla, jer Hrvatska na svojem jugu praktički nije postojala, nego je bila podijeljena na mletačku Dalmaciju i osmanski Bosanski pašaluk. 
Takvo stanje na hrvatskom jugu (Dalmacija) i zapadu (Istra) – čas ratno, čas mirnodopsko – potrajalo je sve do prestanka postojanja Mletačke Republike 1797. godine, pa i dalje, prenijeto na države–njezine sljednice. 

## Vanjske poveznice
- Ekspanzija Mletačke Republike od Istarskog poluotoka prema jugu
- Knez Domagoj zbog ratnih sukoba bio za Mlečane “najgori knez Slavena (Hrvata)”
- Dužd Petar II. Orseolo u svojim vojnim pohodima osvojio niz dalmatinskih gradova i otoka
- Mlečani poharali Vis 998., a Lastovo 1000. godine
- Kralj Stjepan I. Trpimirović oslobodio Zadar mletačke vlasti godine 1025.
- Bizant godine 1085. Veneciji prepustio nominalno vrhovništvo nad Dalmacijom i Istrom, što je dovelo do stalnih novih borbi za hrvatski obalu
- Grad Zadar dugo odolijevao mletačkim osvajanjima i puno puta se u njemu smjenjivala hrvatska vlast s mletačkom
- Frankopani kao mletački vazali držali otok Krk sve do 1480. godine, kada su ga zauzeli Mlečani  Arhivirana inačica izvorne stranice od 17. lipnja 2016. (Wayback Machine)
- Petar Krešimir IV. bio kralj Hrvatske i Dalmacije, što znači da je hrvatsko priobalje bilo oslobođeno od Mlečana
- Mlečani neke dalmatinske gradove osvojili vojnom opsadom
- Grad Osor godine 1118. zauzeli Mlečani i pripojili ga svojoj prekojadranskoj pokrajini Dalmaciji
- Protiv Mlečana u Istri mnogo ratovali hrvatsko-ugarski kraljevi Ludovik I. Anžuvinac i Sigismund Luksemburški, te Maksimilijan Habsburški
- Mletački duždevi dobili od bizantskog cara pravo na Temu Dalmaciju
- Ekspanzija Venecije na dalmatinskoj obali u Srednjem vijeku
- Mletački ratni pohodi na srednjodalmatinske otoke
- Borbe Mlečana s omiškim i neretvanskim gusarima
- Hrvatski ban Petar Talovac ratovao protiv Mlečana sredinom 15. stoljeća  Arhivirana inačica izvorne stranice od 20. kolovoza 2017. (Wayback Machine)
- U Ratu Svete lige (Cambraiske lige) Pazinska knežija teško stradala, ali nije potpala pod mletačku vlast